# Ardrahan
Ardrahan (iriska: Ard Raithin) är en ort i republiken Irland. Den ligger i grevskapet County Galway och provinsen Connacht, i den centrala delen av landet. Ardrahan ligger 39 meter över havet och antalet invånare är 540.
Terrängen runt Ardrahan är huvudsakligen platt, men österut är den kuperad. Terrängen runt Ardrahan sluttar västerut. Trakten runt Ardrahan består i huvudsak av gräsmarker och jordbruksmark.